# 엘레멘트리
엘레멘트리 (Elementree) 크루는 대한민국에서 활동하는 힙합 크루 중 하나이다. 처음 시작은 2dr의 Raphorn과 그래피티 팀인 JNJ 크루가 힙합의 4대 요소인 MC, DJ, 태거, B-Boy를 모두 모아보자는 취지 하에 조직되었다. 2005년에는 Paloalto, R-est, Bust This, 그리고 B-Boy 팀인 21 Century Boys 등의 멤버가 확정되었다. 이들의 활동은 주로 공연이나 그래피티 전시회 등 라이브 퍼포먼스 중심이었고, 이후 The Quiett과 Kebee가 합류하였으며, DJ Juice의 앨범 발매와 함께 Elementree의 이름으로 쇼케이스를 열기도 하였다. 2013년 기준으로 멤버들 각자의 활동이 두드러지면서 크루 이름을 내세운 활동은 거의 전무하다시피한 편이다.
2010년 발매된 Paloalto의 앨범 Daily Routine의 수록곡 Elementree는 이 크루의 멤버에 대해서 다루고 있다.

## 멤버[3][4]
- Raphorn
- Paloalto
- R-est
- Bust This - DJ Juice, DJ 짱가
- JNJ Crew - Artime Joe, Jay Flow
- 20th Century B-Boys
- The Quiett
- Kebee
- 샛별
- Born Kim
- 넋업샨
- G.A.S.S.
- TKO
- Ayaka